# 祥賭必贏
《祥賭必贏》（英語：My Best Bet，前稱《賭鑊金》）是2025年香港喜劇賀歲片，由罗耀辉執導，張繼聰和蔡卓妍主演。

## 劇情
病態賭徒文菁（蔡卓妍 飾）意外邂逅涼果店後人全守正（張繼聰 飾），在不久後閃婚，但全守正對賭博的強烈厭惡讓文菁感到無比困擾，更鬧出不少笑話。
同時，全守正的小學同學孫敏俊（朱栢康 飾）因小時候的過節而對全守正懷恨在心，暗中策劃復仇，使全守正與文菁的關係面臨嚴峻考驗。

## 演員
| 演員   | 角色          | 介紹                                     |
| 蔡卓妍 | 文菁          | 病態賭徒，與全守正閃婚                   |
| 張繼聰 | 全守正        | 文菁之閃婚對象，十分討厭賭博             |
| 朱栢康 | 孫敏俊（Ian） | 中韓混血兒，富二代，小時候與全守正有紛爭 |
| 邱士縉 | 文明          | 文菁之弟，暗戀全知盈                     |
| 吳家忻 | 全知盈        | 全守正之妹，被孫敏俊追求                 |
| 胡楓   | 全貴人        | 全守正、全知盈之祖父                     |
| 楊偉倫 | 金牙勝        | 金牙賭客，賭運欠佳                       |
| 楊偲泳 | 小晴          | 全守正之員工，對其有好感                 |
| 洪嘉豪 | BM            | 文菁友好                                 |
| 謝安琪 | 張姐          | 街邊女賭神                               |
| 黃子桐 |               | 全知盈好友，後反目                       |
| 李紫僖 |               |                                          |
| 林耀聲 |               | 孫敏俊之跟班，實為臥底                   |
| 麥子樂 |               | 孫敏俊之跟班，實為臥底                   |
| 岑珈其 | 阿琦          | 盲人，戒賭班參加者                       |
| 陸駿光 | 林sir         | 戒賭班老師                               |
| 顏仟汶 | 文母          |                                          |
| 邵美琪 | 警司          | 拘捕孫敏俊                               |
| 賈曉晨 | 買餸師奶      |                                          |
| 孫佳君 | 糕點檔檔主    |                                          |
| 湯寶如 | 雲吞皮檔檔主  |                                          |
| 何爵天 | 海鮮檔檔主    |                                          |
| 趙羅尼 | 高人          |                                          |
| 許月湘 | 少女版文菁    |                                          |

## 製作
據導演羅耀輝訪問，從前期準備至開鏡拍攝前後不足兩個月時間。電影於2024年10月25日正式開鏡拍攝，於11月中殺青，進入後期製作。

## 爭議
2024年10月22日，劇組涉嫌在未經INUF化妝品店的許可下闖入店內拍攝，過程持續約10分鐘，及後，店主於其Instagram陳述事件，引起網民嘩然。翌日（10月23日），本地製作發表聲明，為事情之另一版本，惟相信是溝通有誤所致及表示深感抱歉，並承諾會刪除於涉事店內拍攝的3組鏡頭，店舖亦在翌日（10月24日）回應表示保留對劇組追究的權利。

## 備註
1. ↑  截至2025年2月11日